# Katherine Routledge
Katherine Maria Routledge (/raʊtlɛdʒ/), nacida como Katherine Pease, (Darlington, 11 de agosto de 1866-Ticehurst, 13 de diciembre de 1935) fue una arqueóloga y etnóloga británica.
Ella es especialmente conocida por su extensa catalogación de sitios arqueológicos y objetos en la isla de Pascua, donde bajo su dirección se llevaron a cabo excavaciones por primera vez entre 1914 y 1915, así como por sus registros de tradiciones orales de los habitantes de la isla. En 1919, publicó el libro Mystery of Easter Island. The Story of an Expedition, que tuvo tanto éxito que se reeditó al año siguiente. Ya en 1910, publicó With a Prehistoric People: The Akikûyu of British East Africa, que coescribió con su esposo después de pasar dos años en el este de África con los Kĩkũyũ.

## Biografía
Katherine fue la segunda hija de Kate y Gurney Pease, un acaudalado y prominente cuáquero de Darlington. La hija de una familia adinerada se graduó en historia en el Somerville Hall de Oxford en 1895. Es notable que en esa época, las mujeres en Oxford podían presentar exámenes (en algunos campos, ya que no era posible obtener un título en arqueología, por ejemplo), pero no recibían un título académico. Katherine obtuvo el grado de M.A. más tarde, del Trinity College de Dublín.
En un comienzo, Katherine fue maestra. Después de la segunda guerra bóer, viajó a Sudáfrica con un comité encargado de investigar la reubicación de mujeres británicas allí. En 1906, se casó con el etnólogo y antropólogo William Scoresby Routledge, quien también había estudiado en Oxford y a quien había conocido en Nápoles. La pareja regresó a África ese mismo año y vivió con los Kĩkũyũ en la entonces África Oriental Británica. En 1910, publicaron el libro With A Prehistoric People: The Akikûyu of British East Africa. Ese mismo año, decidieron organizar una expedición a la isla de Pascua.

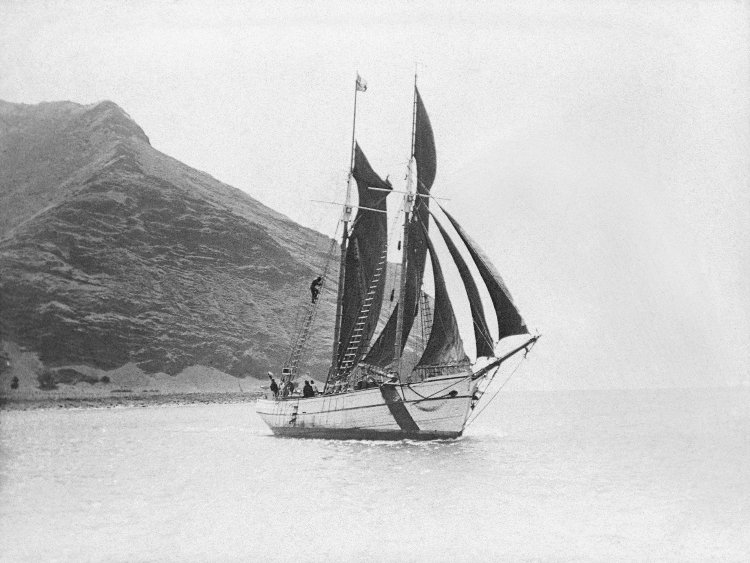
Mana frente a la costa de la isla de Pascua

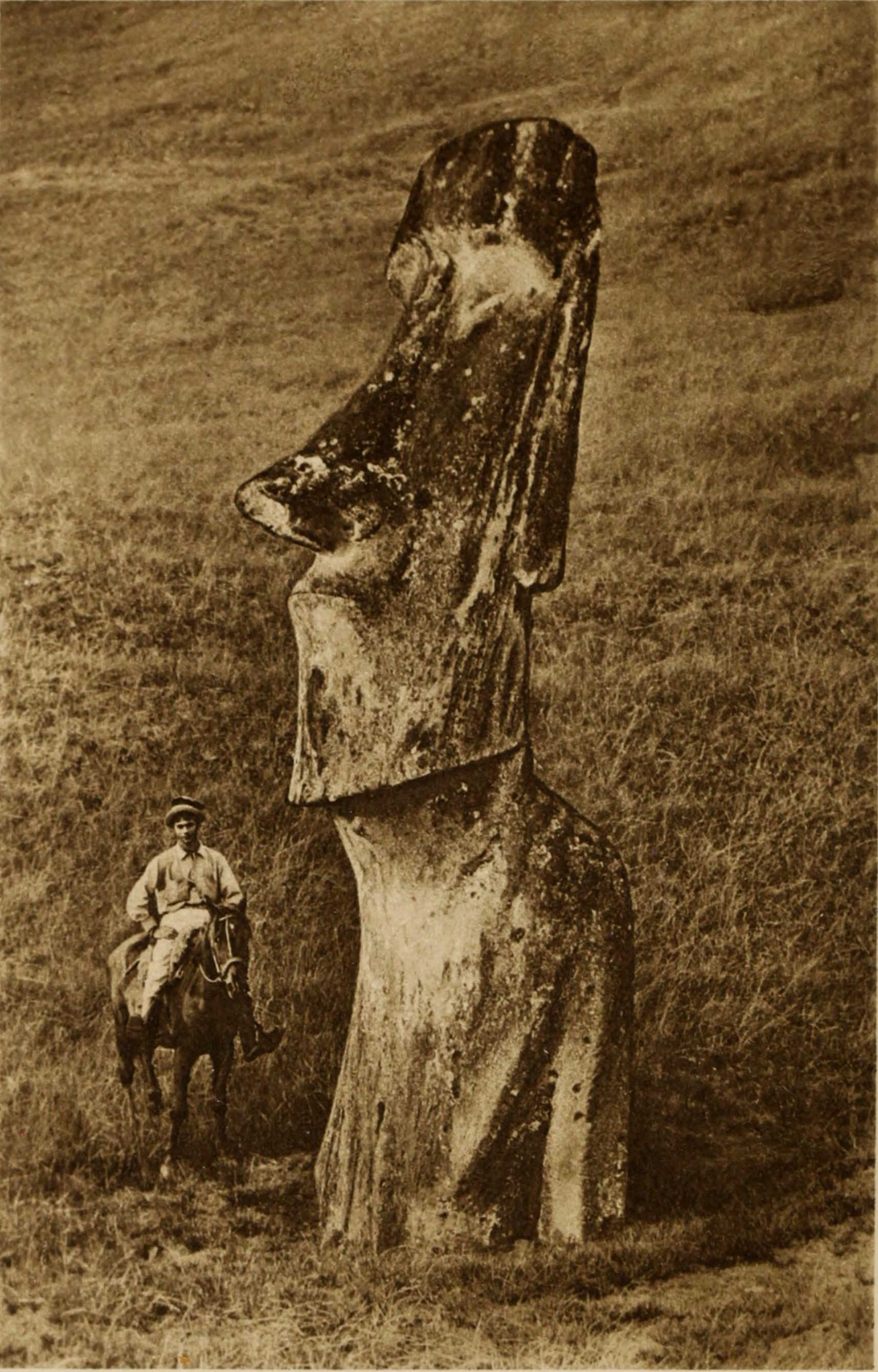
Moai

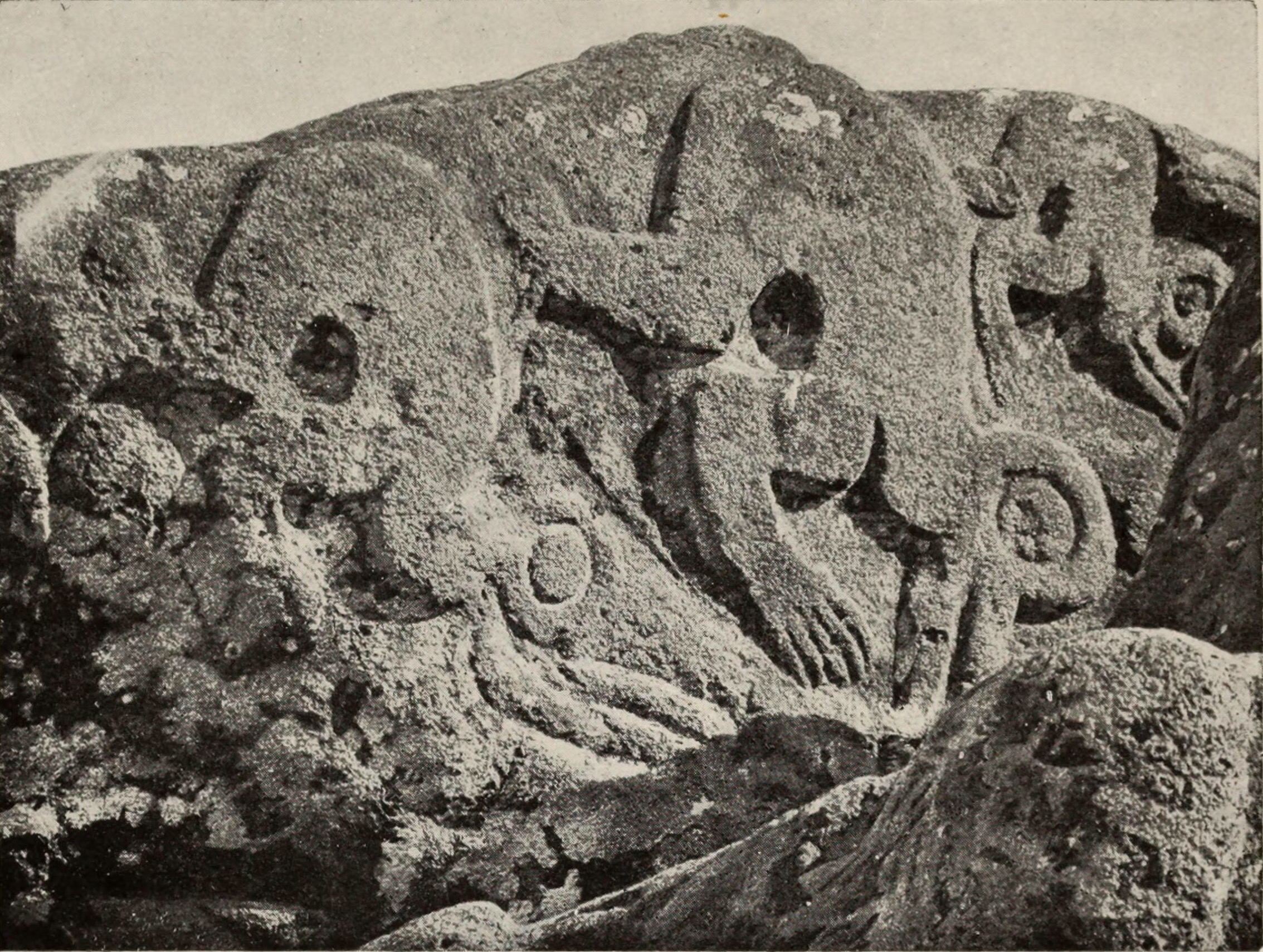
Hombres pájaro

### Isla de Pascua
Para esta expedición, la pareja encargó la construcción de un barco de 90 pies llamado Mana - un término polinesio que significa poder sobrenatural.
La expedición fue realizada en cooperación con la British Association for the Advancement of Science, el British Museum y la Royal Geographical Society. La Royal Navy proporcionó un oficial de marina para recopilar datos cartográficos, aparentemente. Mana zarpó de Falmouth el 25 de marzo de 1913.
El 29 de marzo de 1914, la expedición "Mana" llegó a la Isla de Pascua, donde estableció dos campamentos en "Mataveri" y en el sitio de "Rano Raraku". Además, exploraron "Orongo" y "Anakena". Con la ayuda del habitante local Juan Tepano, Katherine Routledge registró las antiguas tradiciones de los nativos, lo que la llevó a visitar la colonia de leprosos al norte de Hanga Roa. Estas acciones contribuyeron a preservar las leyendas sobre la primera colonización por Hotu Matua y el culto del "Vogelmannkult" para las generaciones futuras. También realizó las primeras anotaciones sobre los símbolos "Rongorongo", que aún no se han descifrado por completo. Su biógrafa Jo Anne van Tilburg destacó la importancia de Routledge en la preservación del patrimonio cultural de los habitantes de la isla, tanto para sus descendientes como para futuros científicos.

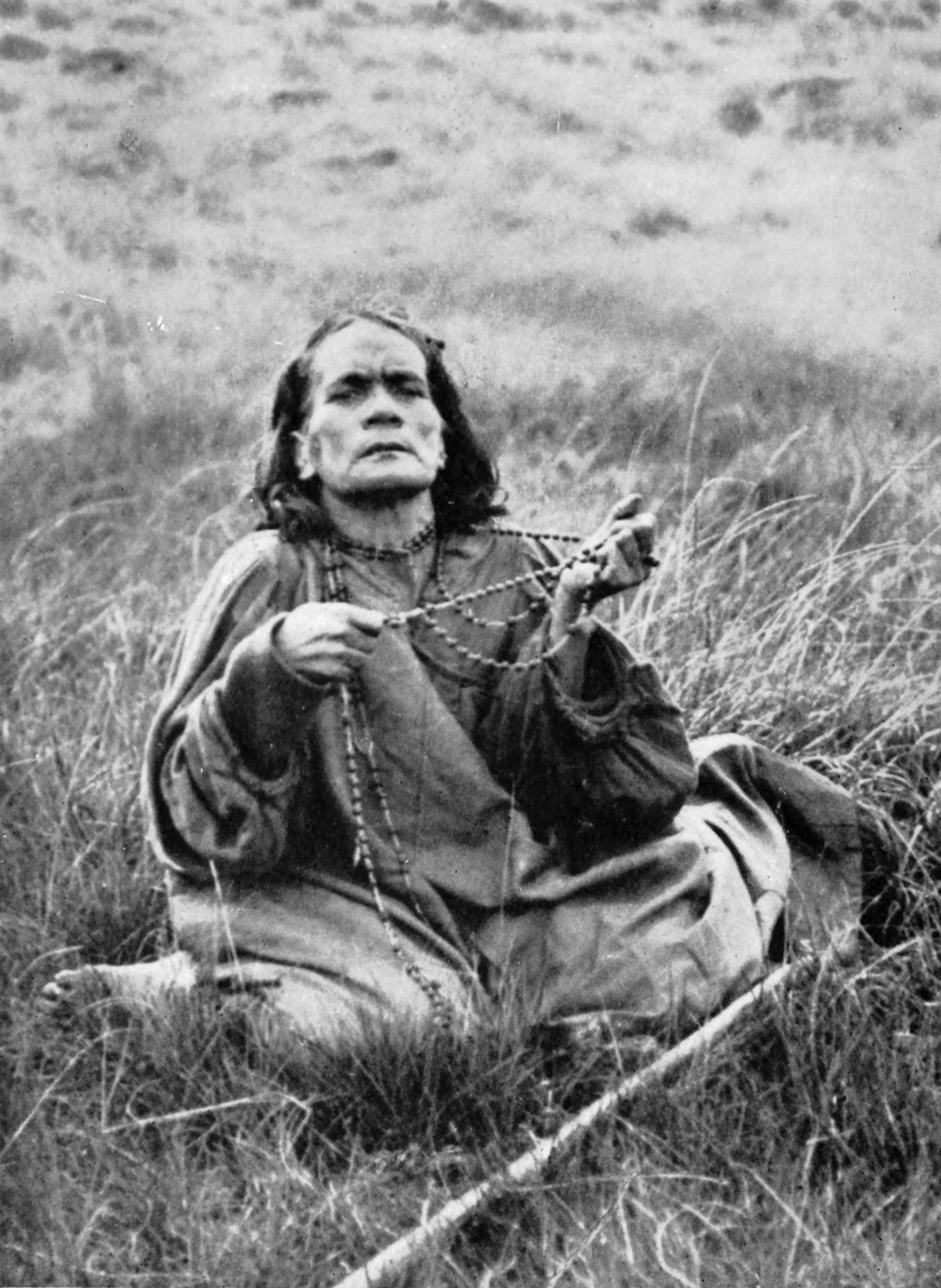
Angata

El equipo desenterró más de 20 estatuas gigantes conocidas como "Moai" y las catalogó por primera vez, junto con los "Ahus", las plataformas de piedra sobre las cuales originalmente se colocaron. De particular interés científico fueron sus registros de los tatuajes de los nativos más antiguos (de la colonia de leprosos), que se encontraron grabados en la parte posterior de los Moais desenterrados, ya que los tatuajes se habían prohibido gradualmente por los misioneros a partir de 1860, y, por lo tanto, no estaban disponibles para los investigadores posteriores.
La expedición enfrentó numerosas dificultades desde su partida, y la actitud insensible de los Routledge hacia los otros miembros del equipo contribuyó a estas dificultades. Además, un levantamiento de los habitantes de la isla contra los agricultores afectó el trabajo. La hechicera o profetisa local Angata lo desencadenó a través de una visión en la que vio a sus compatriotas como invulnerables a las balas. Los isleños robaron y sacrificaron varias cabezas de ganado después de una declaración de guerra escrita el 30 de junio. Katherine logró finalmente mediar y resolver el conflicto. Poco después, Angata falleció. 

### La Primera Guerra Mundial
A partir del 12 de octubre de 1914, la flota alemana del "Ostasiengeschwader" se reunió frente a Hanga Roa, principalmente para cargar carbón de los buques suministradores. Además, hundieron una embarcación francesa frente a los ojos de los británicos. La expedición ocultó rápidamente sus descubrimientos y colecciones, y el Mana, con Scoresby a bordo, partió hacia Chile para protestar en el consulado británico local por el uso ilegal de las aguas territoriales de un país neutral. Su esposa hizo lo mismo ante el representante de Chile en la Isla de Pascua, el maestro. Sin embargo, es improbable que este último transmitiera con éxito la protesta.
Justo antes de que se retirara la flota, se desembarcaron en la isla un grupo de prisioneros de guerra británicos y franceses que habían sido rescatados de barcos hundidos por los Aliados. Algunos de estos prisioneros fueron contratados para trabajar en las excavaciones.
La expedición dejó la isla el 18 de agosto de 1915 y regresó a casa a través de Pitcairn y San Francisco. El libro de divulgación científica de Katherine, "The Mystery of Easter Island", se publicó en 1919 y se volvió muy popular. Sus colecciones fueron a parar al Museo Pitt Rivers y sus registros escritos finalmente llegaron a la Royal Geographical Society.

A pesar de los elogios por sus registros de antiguas leyendas durante la expedición, el trabajo arqueológico de la expedición fue criticado por los expertos, ya que a menudo no se realizó según los estándares comunes en ese momento. Conflictos dentro del equipo y el trabajo no supervisado de los nativos poco instruidos llevaron a críticas severas en círculos especializados. O. G. S. Crawford, uno de los expertos que abandonó el equipo antes de llegar a la Isla de Pascua, llamó posteriormente a la expedición un "fiasco arqueológico". Es importante destacar que durante las excavaciones, el Mana viajó tres veces entre la isla y Chile, y hubo una alta rotación de personal en el equipo.

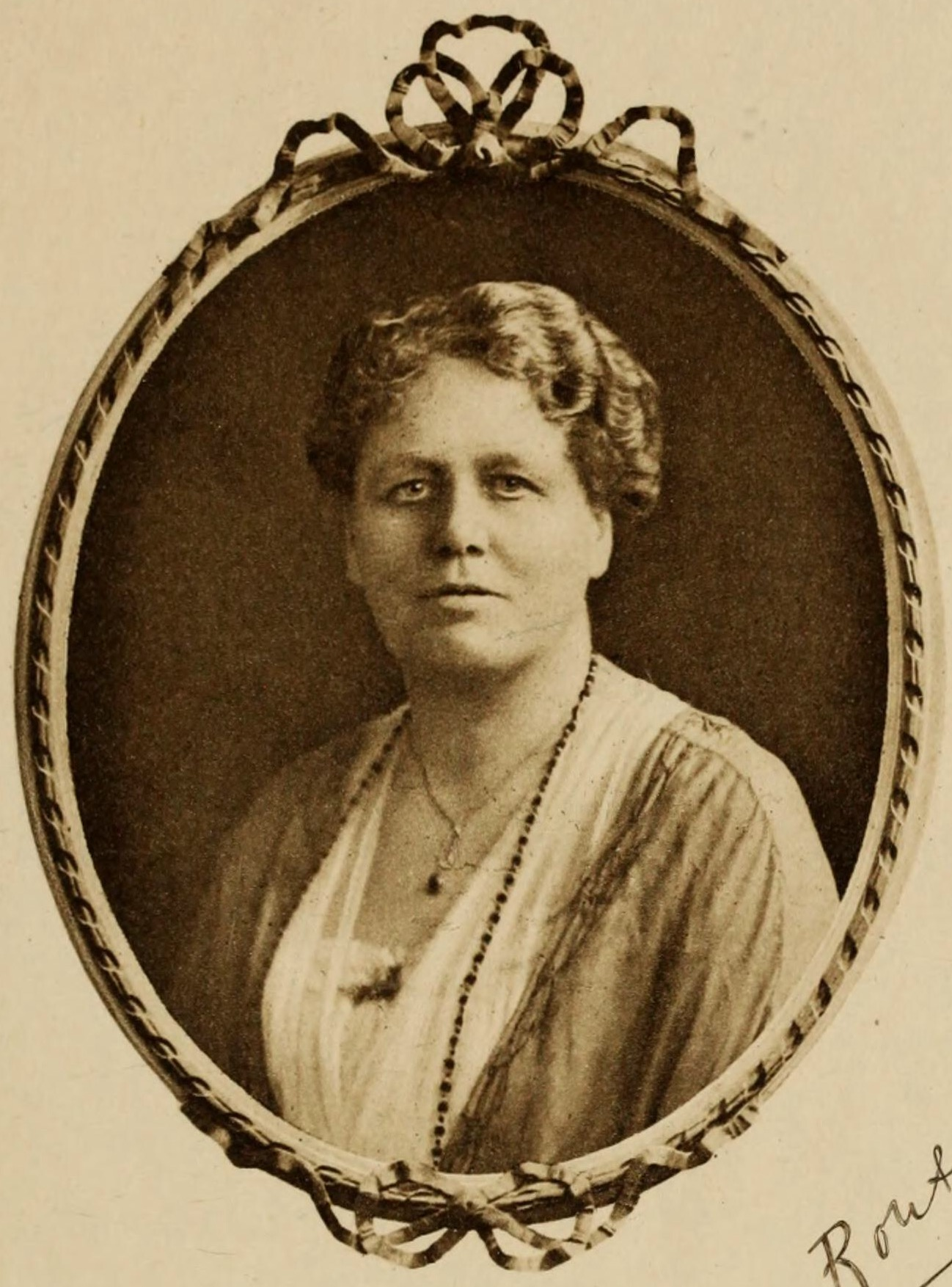
Katherine Routledge, 1919

### Enfermedad y Muerte
A más tardar cuando Katherine Routledge se mudó de la casa que compartía con su esposo en Hyde Park y se encerró en ella en 1925, apareció una enfermedad que fue diagnosticada como esquizofrenia paranoide. Posiblemente, ya había sufrido esta enfermedad en forma leve desde la infancia: Katherine había "escuchado voces" en momentos, y su hermano Harold Gurney Pease también había sido "mentalmente enfermo" (sin diagnóstico). Mientras estuvo en Oxford, Katherine se relacionó con espiritualistas y llegó a ser activa como médium.
Curiosamente, Katherine sobrevivió a las extremas tensiones durante los viajes aparentemente sin síntomas. Inicialmente, la familia atribuyó la enfermedad a una maldición de la hechicera "Angata" de la Isla de Pascua, pero en 1929, la enferma fue internada a la fuerza en el "Ticehurst Hospital" en Sussex, donde murió de un derrame cerebral en 1935. Sus cenizas fueron esparcidas, y no hay una lápida conmemorativa.
Scoresby entregó todos los registros de Katherine (que ella había escondido) a la "Royal Geographical Society". En 1961, los herederos de Scoresby encontraron en su casa en Chipre, que había comprado después de la muerte de su esposa, material gráfico y cartográfico de la expedición a la Isla de Pascua que se creía perdido hasta ese momento. El material inédito se publicó en 2003 en la biografía de la investigadora escrita por Jo Anne van Tilburg.

## Obras
- Con William Scoresby: "With a Prehistoric People: The Akikûyu of British East Africa". Londres, 1910.
- "The Mystery of Easter Island. The Story of an Expedition," Londres, 1919 (Internet Archive, 2.ª edición, 1920).